# Крајпуташ Игњату Влашковићу у Дружетићима
Крајпуташ Игњату Влашковићу у Дружетићима (општина Горњи Милановац) налази се у засеоку Мрамор, на раскрсници путева који воде у планину. Подигнут је нареднику понтоњерске војске Игњату Влашковићу који је умро 1867. године у 22. години. Старо обележје замењено је новим 2012. године.

## Стари споменик
Исклесан од локалног жутог пешчара, димензија 140х45х10 cm. Текст је био уклесан само са предње стране која је гледала ка западу, док су полеђина и бочне стране без икаквих уреза. Споменик је у изузетно лошем стању, оборен на земљу, а камен се љуспа и отпада у комадима.

### Епитаф
ИГЊАТ ВЛАШКО
ВИЋ НАРЕДНИК П
ОНТОЊЕРСКЕ ВОИ
СКЕ ОД 22 Г УМРЕ
11 АПРИЛА 1867 Г
ЗНАК МУ УДАРИШЕ
БРАЋА РАДОСАВ
АЛЕКСИЈЕ ЈЕВРЕМ

### Нови споменик
Фамилија Влашковић из Дружетића подигла је 2012. године на истом месту нови споменик од црног мермера, узвишен крстом. Са предње стране уклесан је препис са старог стуба, а на полеђини текст који гласи: „Овај споменик подигоше са старог текст веродостојно преписаше и освешташе Влашковићи на Петровдан лета Господњег 2012. год.”